# توری ویلسون
توری ویلسون به انگلیسی Torrie Wilson متولد ۲۴ ژوئیه ۱۹۷۵ , مدل، فیتنس‌کار، بازیگر و کشتی‌کج‌کار زن آمریکایی است. او بیشتر به دلیل حضورش در کمپانی دبلیو دبلیو ای بین سال های ۲۰۰۱ تا ۲۰۰۷ شناخته شده‌است.
توری ویلسون به دلیل جذابیت زیاد و ظاهر بسیار زیبایش، بیشترین آمار برنده شدن در مسابقات بیکینی (bikini contest) را دارد. (این مسابقات در دبلیودبلیوئی بین دیواهای جذاب برگزار می‌شد به این صورت که دو زن یا چند زن با بیکینی می رقصیدند یا عرض اندام میکردند که معمولاً برنده را تماشاگران انتخاب می‌کردند.)
توری ویلسون در سال های ۲۰۰۳ و ۲۰۰۴ برای مجلهٔ پلی بوی عکس انداخت.